# Hemigraphis okamotoi
Hemigraphis okamotoi är en akantusväxtart som beskrevs av Masamune. Hemigraphis okamotoi ingår i släktet Hemigraphis och familjen akantusväxter. Inga underarter finns listade i Catalogue of Life.